# Митральоза
Митральоза (от френското mitrailleuse) е ръчно задвижвано многоцевно скорострелно оръдие, при което скорострелността се постига чрез последователно произвеждане на изстрел през всяка цев.
За разлика от съвременните картечници, митральозата не е способна на автоматична стрелба – броят изстрели е ограничен от броя цеви и след изстрелването на последния всички цеви трябва да се презаредят ръчно.
Развитието на митральозата започва първоначално в Белгия през 1850-те, като скоро бива продължено във Франция и първият френски модел бива приет на въоръжение във френската армия през 1865 г. с личната подкрепа на Наполеон III. Бива държана в тайна до широката си употреба от френската артилерия във Френско-пруската война (1870 – 1871).
С думата mitrailleuse по-късно във френския език започват да наричат и картечницата.
Съвременни варианти

Австралийската компания Metal Storm разработва подобна концепция като в допълнение на многоцевната конструкция във всяка цев са разположени един зад друг по няколко електронно управляеми изстрела което позволява голяма скорострелност.